# Hermanas de la Beata María Virgen de Loreto
La Congregación de Hermanas de la Beata María Virgen de Loreto (oficialmente en latín: Congregatio Sororum Beatae Mariae Lauretanae; cooficialmente en polaco: Zgromadzenie Sióstr Matki Bożej Loretańskiej), conocida también como Congregación Benedictina de la Beata María Virgen de Loreto, es una congregación religiosa católica femenina de vida apostólica y derecho pontificio, fundada por el sacerdote polaco Ignacio Kłopotowski en Varsovia, el 31 de julio de 1920. A las religiosas de este instituto se les conoce como loretanas y posponen a sus nombres las siglas C.S.L. y en ella profeso Santa Teresa de Calcuta

## Historia

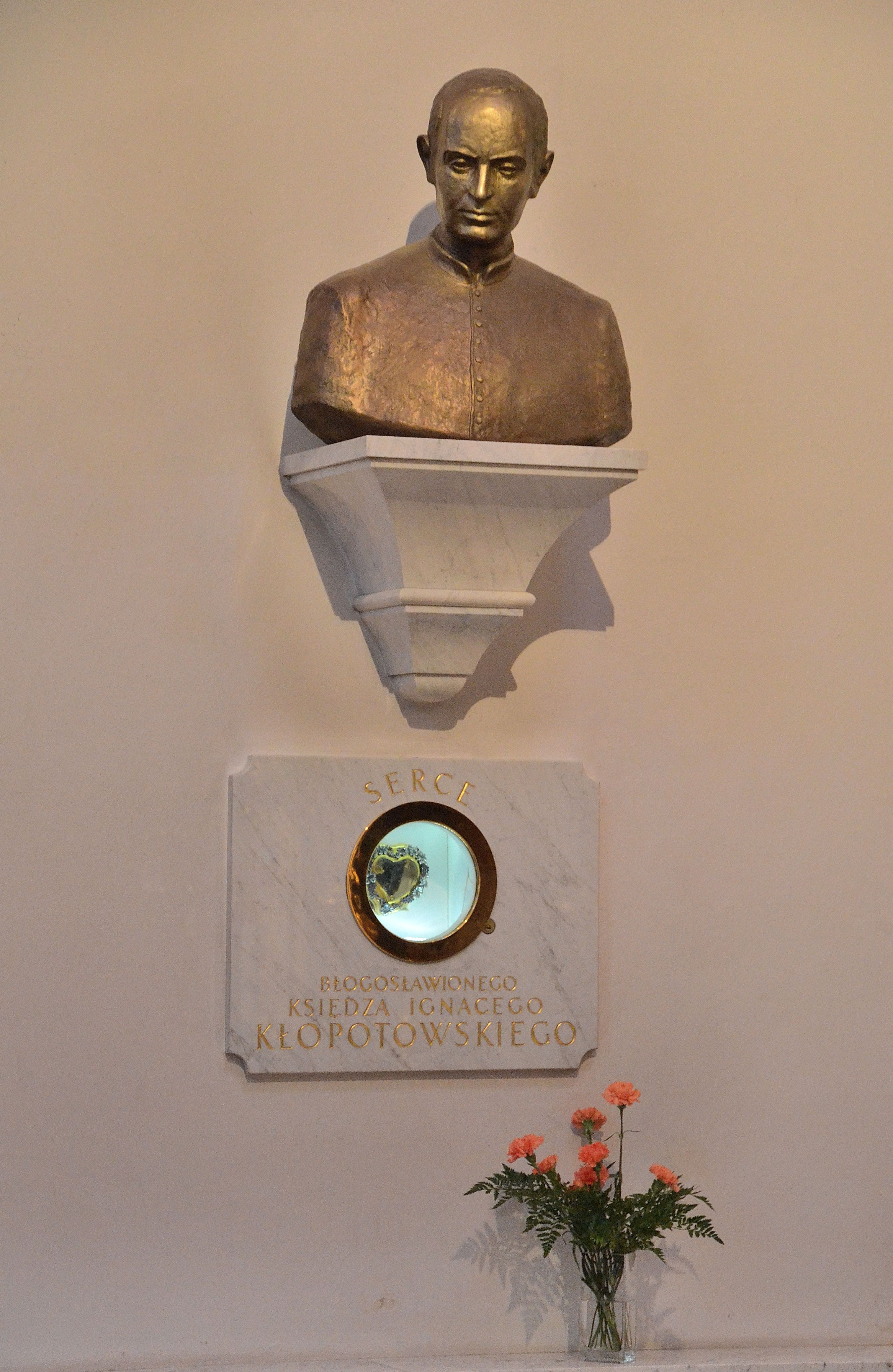
Ignacy Kłopotowski (1866-1931), el fundador de la congregación, es venerado como beato en la Iglesia católica.

La congregación fue fundada por el sacerdotes polaco Ignacy Kłopotowski, el 31 de julio de 1920, en Varsovia, con el fin de dedicarse a la atención de los más necesitados, especialmente a los ancianos y a los huérfanos. Fruto del trabajo del fundador, la obra de imprenta y difusión de la fe a través de volantes y revistas, ha sido una de las características fundamentales del carisma de las religiosas.
En 1940, el instituto adoptó la Regla de san Benito y fue aprobado como congregación religiosa de derecho diocesano por el arzobispo de Varsovia, el cardenal Stefan Wyszyński, el 7 de abril de 1949. El papa Pablo VI, en 1971, dio la aprobación pontificia del mismo.

## Organización
La Congregación de Hermanas de la Beata María Virgen de Loreto es un instituto religioso centralizado, cuyo gobierno es ejercido por la superiora general. La sede central del instituto se encuentra en Varsovia.
Las loretanas se dedican a la difusión de libros, revistas y otras publicaciones para propagar la fe y los valores cristianos, a la asistencia de ancianos y a la educación de la juventud. Están abiertas a otras actividades pastorales según las necesidades de la iglesia particular en la encuentren. En 2015, eran una 210 religiosas, distribuidas en 20 comunidades, presentes en Estados Unidos, Italia, Polonia, Rumania, Rusia y Ucrania.